# Tears of the Sun
Tears of the Sun är en amerikansk långfilm från 2003 i regi av Antoine Fuqua, med Bruce Willis, Monica Bellucci, Cole Hauser och Eamonn Walker i rollerna.

## Handling
Kapten A.K. Waters (Bruce Willis) och hans Navy SEAL-förband ställs vid valet mellan plikt och medkänsla då de får i uppdrag att rädda en doktor från Läkare utan gränser från rebeller. Doktorn vägrar lämna byn där hon hjälper invånarna, såvida inte Waters lovar att föra invånarna till trygghet från rebellerna. Waters har fått strikta order om att inte blanda sig i konflikten, men då han och hans män ser rebellernas brutalitet så väljer de sin medkänsla före plikten. Waters tar sig an gruppen av flyktingar och försöker ta flyktingarna till säkerhet, men allt blir inte som han tänkt sig.

## Rollista
| Bruce Willis    | – Löjtnant A.K. Waters     |
| Monica Bellucci | – Dr. Lena Fiore Kendricks |
| Cole Hauser     | – James 'Red' Atkins       |
| Eamonn Walker   | – Ellis 'Zee' Pettigrew    |
| Johnny Messner  | – Kelly Lake               |
| Nick Chinlund   | – Michael 'Slo' Slowenski  |
| Charles Ingram  | – Demetrius 'Silk' Owens   |
| Paul Francis    | – Danny 'Doc' Kelley       |
| Chad Smith      | – Jason 'Flea' Mabry       |
| Tom Skerritt    | – Kapten Bill Rhodes       |